# Nibe Købstadskommune
Nibe Købstadskommune var en købstadskommune i Aalborg Amt mellem 1838 og 1970. 
Ved kommunalreformen i 1970 blev kommunen lagt sammen med en række omegnskommuner til Nibe Kommune.
Ved Strukturreformen i 2007 kom området til Aalborg Kommune.